# Magalona (entitat de població)

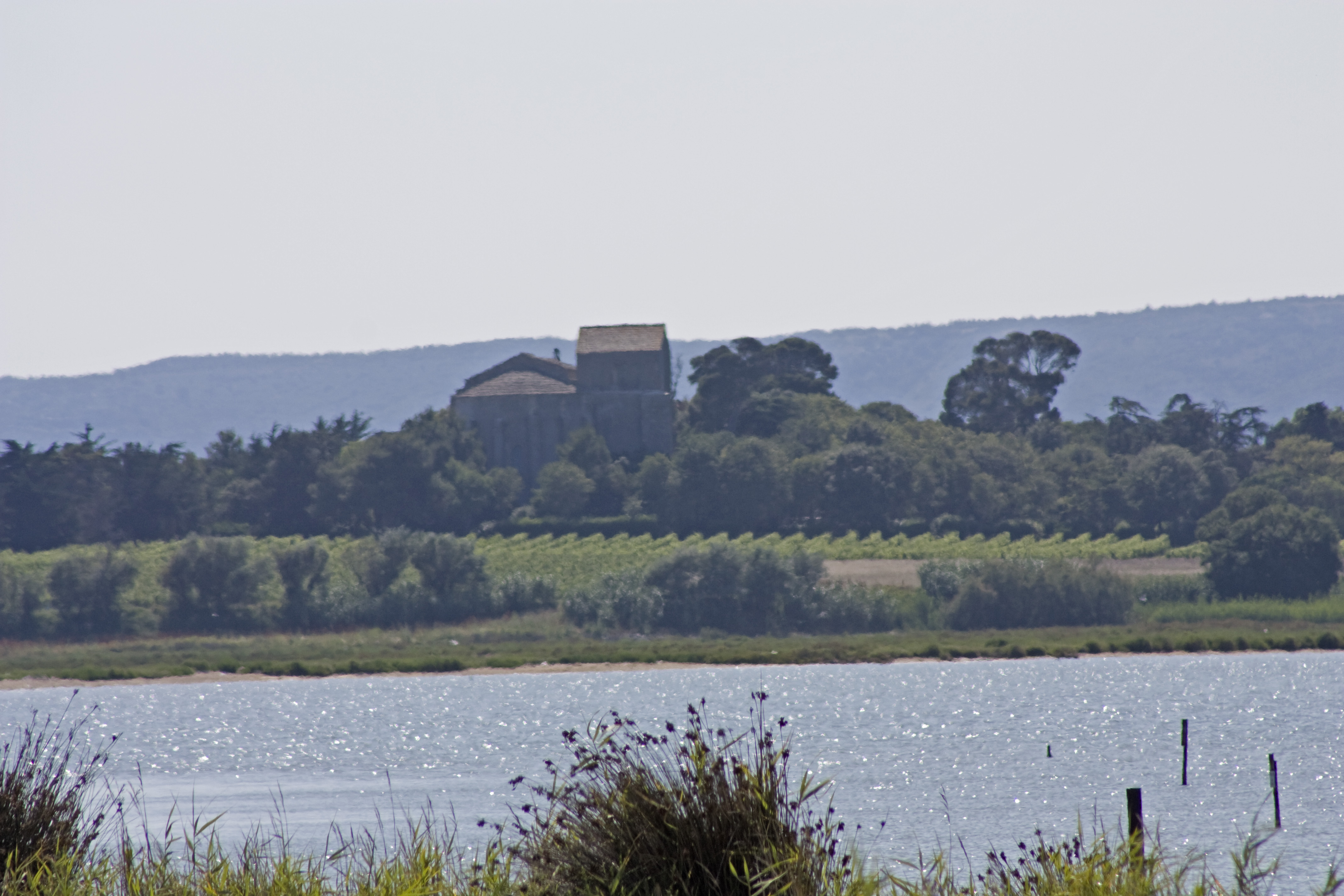
La Catedral i el lloc de Magalona vist des de l'istme

Magalona (occità) o Maguelone (francès) és un veïnat del municipi de Vilanòva de Magalona (Erau). És una antiga illa volcànica connectada actualment al continent per cordons litorals. El lloc és ocupat per la Catedral de Magalona així com per un centre d'ajuda pel treball. L'illa es formà per una erupció surtseyana entre 3,8 i 5 milions d'anys (Pliocè). La Catedral de Magalona, d'estil romànic, fortificada, és classificada en la categoria de monument històric. El lloc alberga avui dia un centre d'ajuda pel treball. La ciutat actual de Vilanòva de Magalona ha estat construïda a la mateixa època al territori continental.
Lloc d'origen gal, amb certes troballes arqueològiques de vestigis romans i etruscos. Aquesta constituí una antiga ciutat ocupada pels visigots a partir del segle v. Degut a la seva posició sobre una barra de sorra fàcil a defensar, entre una llacuna i la mar, l'illa va esdevenir la seu d'un bisbat que va ser arruïnat pels francs l'any 737.
Els bisbes refugiaren sobre el lloc de Substantion avui dia desaparegut. Magalona fou aixecada pel bisbe Arnaud (1030-1060). L'any 1172 el comtat de Melgueil va passar a mans de la casa de Tolosa. El privilegi de batre moneda (anomenada sou melgorès) pertanyia als comtes de Melgueil que, arruïnats, van cedir els seus drets al Papa Innocenci III, que els va infeudar al bisbe Guillaume d'Autignac (1204-1216) el 14 d'abril del 1215. Des de llavors el comtat de Melgueil estigué en mans dels bisbes de Magalona. Aquests bisbes van haver d'afrontar l'ascens de la casa d'Aragó que acabava de prendre en possessió de Montpeller. A partir del 1293 Felip el Bell va instal·lar un taller a Someire, traslladat a Montpeller l'any 1356. La seu episcopal serà absorbida l'any 1536 per la seu de Montpeller.
L'any 1365, en plena guerra civil de Castella, la ciutat, llavors possessió d'Aragó, és presa per Guillaume Boitel i Bertrand du Guesclin.
Segons la llegenda de la Bella Magalona, datada a l'Edat mitjana, conta les aventures i els amors de Pere de Provença, fill del comte de Provença, i de Maguelone, una princesa napolitana, aquesta última hauria donat el seu nom a l'antiga illa, on hauria fet construir la catedral, anomenada llavors Sant Pere, en memòria del seu marit que pensava llavors desaparegut. Segons Frederic Mistral la llegenda reexpediria a una suposada conjunció planetària de Venus i Saturn, Magalona en occità, sent un dels noms del planeta Venus.

## Galeria

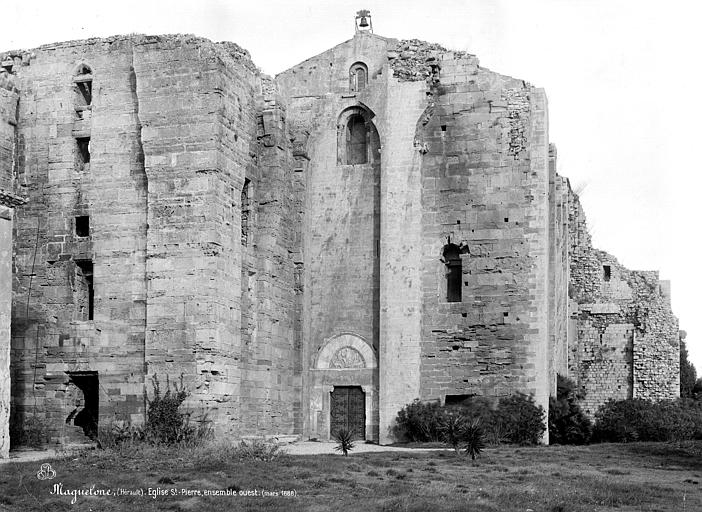
Façana oest de la catedral de Magalona Séraphin-Médéric Mieusement (març del 1888)
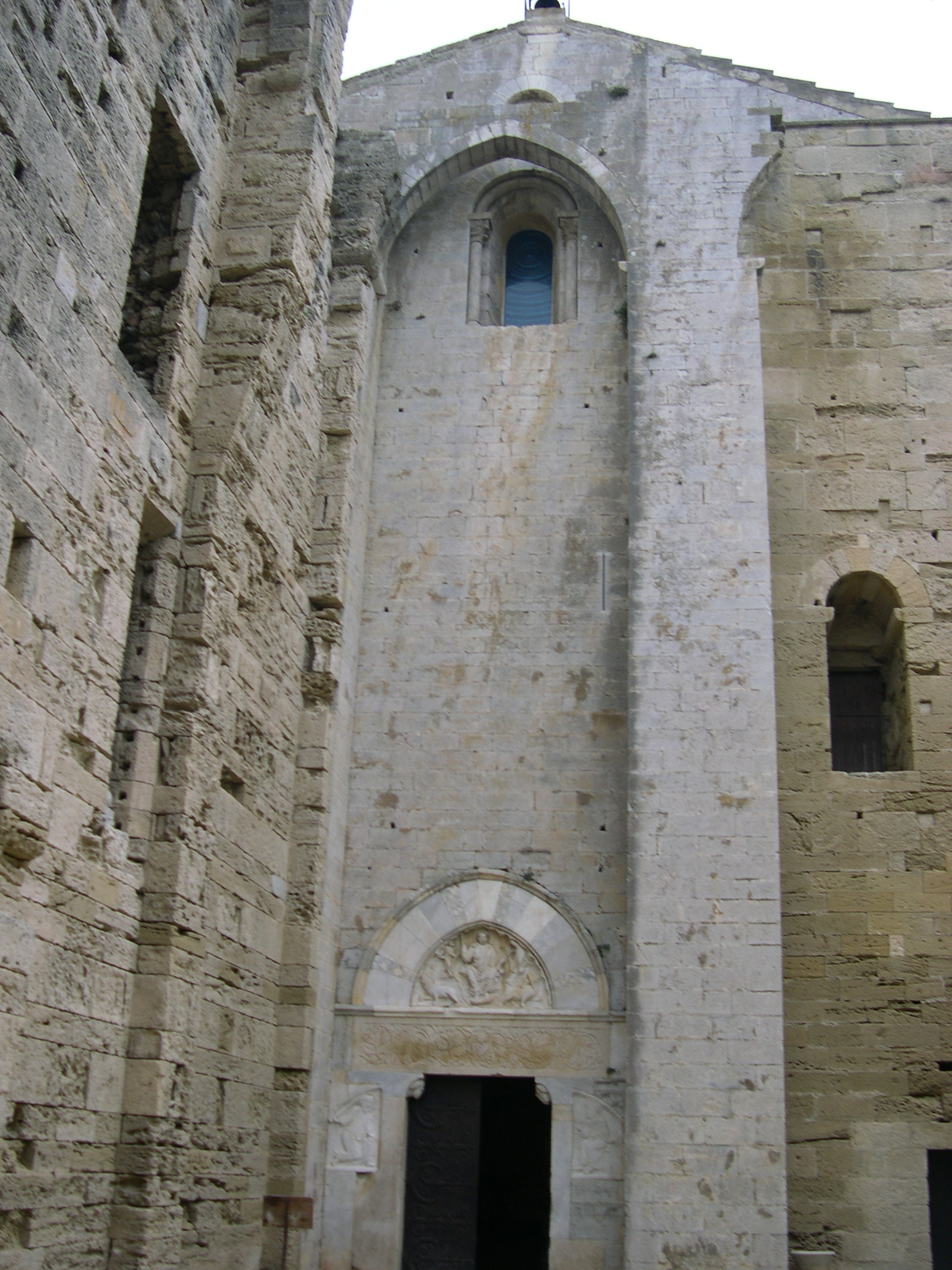
Façana occidental i portal de la catedral de Magalona
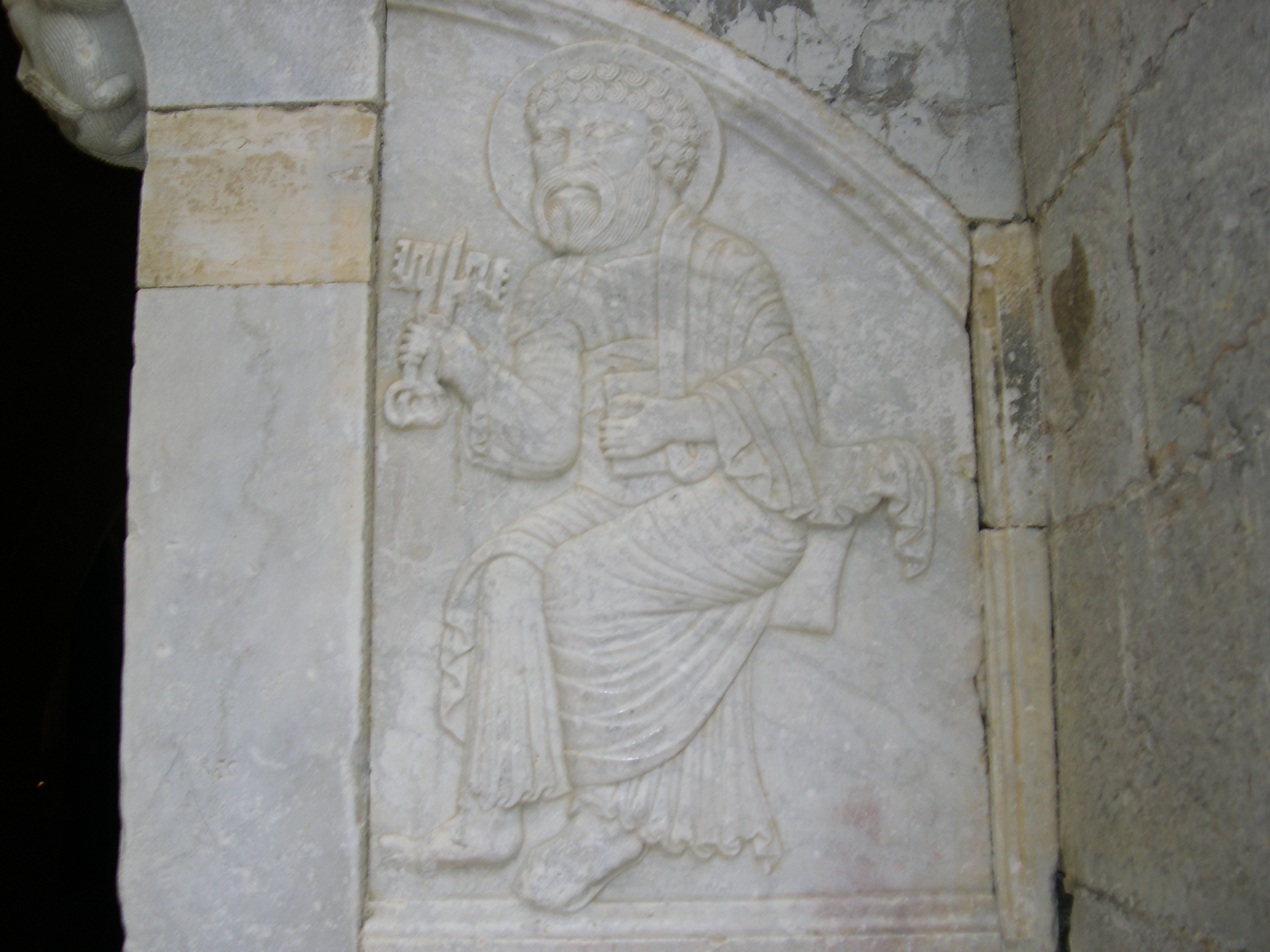
Relleu de sant Pere (costat dret del portal)
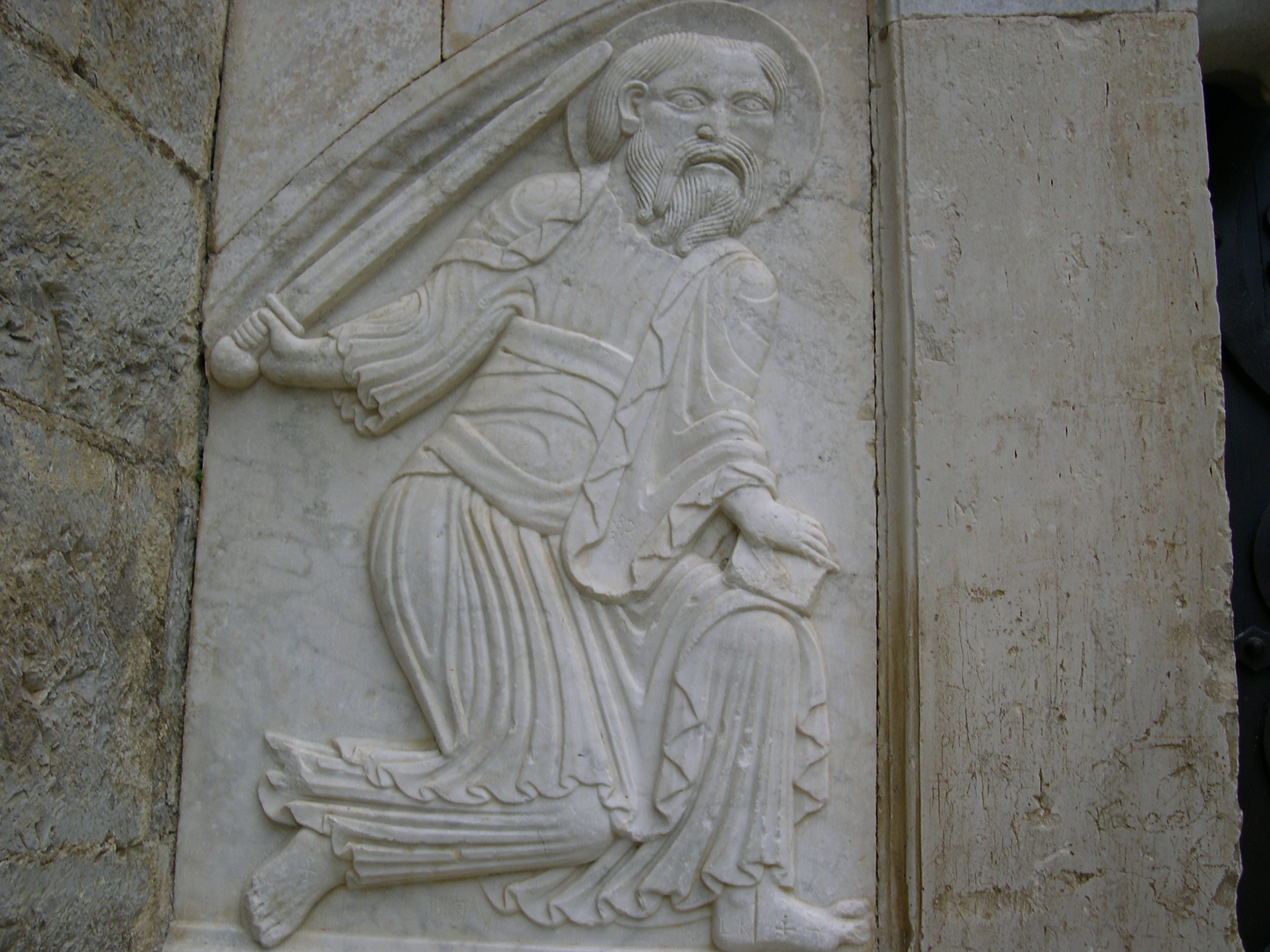
Relleu de sant Pau (costat esquerre del portal)